# Giacomo Poretti
Giacomo Poretti (Villa Cortese, 26 de abril de 1956) es un comediante, actor y director de cine italiano, reconocido por ser miembro del trío de comedia Aldo, Giovanni & Giacomo.

## Biografía
Poretti inició una carrera como actor de teatro en su adolescencia, pero debió recurrir a otro tipo de trabajos para subsistir. Se graduó en una escuela de teatro en Busto Arsizio en 1983 y empezó a desempeñarse en el género de la comedia. A mediados de la década de 1980 se unió con Giovanni Storti y Aldo Baglio para formar el trío de comedia Aldo, Giovanni & Giacomo, con gran repercusión en el teatro, la televisión y el cine en Italia.

## Filmografía

### Como actor

#### Cine
- Un paradiso senza biliardo (1991)
- Tre uomini e una gamba (1997)
- Così è la vita (1998)
- Tutti gli uomini del deficiente (1999)
- Chiedimi se sono felice (2000)
- La leggenda di Al, John e Jack (2002)
- Tu la conosci Claudia? (2004)
- Anplagghed al cinema (2006)
- Il cosmo sul comò (2008)
- La banda dei Babbi Natale (2010)
- Ci vuole un gran fisico (2013)
- Ammutta muddica al cinema (2013)
- Il ricco, il povero e il maggiordomo (2014)
- Fuga da Reuma Park (2016)
- Lasciati andare (2017)
- Odio l'estate (2020)

#### Televisión
- Professione vacanze (1987)
- Don Tonino (1988)

### Como director
- Tre uomini e una gamba (1997)
- Così è la vita (1998)
- Chiedimi se sono felice (2000)
- La leggenda di Al, John e Jack (2002)
- Il ricco, il povero e il maggiordomo (2014)
- Fuga da Reuma Park (2016)